# Anisaedus pellucidas
Anisaedus pellucidas är en spindelart som beskrevs av Norman I. Platnick 1975. Anisaedus pellucidas ingår i släktet Anisaedus och familjen Palpimanidae. Inga underarter finns listade i Catalogue of Life.